# Андриолли, Франческо
Франче́ско Андрио́лли (пол. Franciszek Andriolli, лит. Pranciškus Andriolis; 1794, Брентонико близ Роверето — май 1861, Вильно) — польский художник, живописец, скульптор итальянского происхождения; отец художника иллюстратора Михала Эльвиро Андриолли.

## Биография
Служил в армии Наполеона, в чине капитана участвовал в походе на Россию (1812), попал в плен. После освобождения из плена женился на польке и обосновался в Вильно. В 1827 году принял российское подданство. В Виленском университете получил специальность живописца и декоратора (1832), в Императорской Академии художеств в Санкт-Петербурге — специальность учителя рисования (1839). Некоторое время преподавал в Шавлях в дворянском училище.

## Творчество
В 1830-е годы реставрировал скульптуры и фрески в католическом кафедральном соборе в Вильно. Автор скульптурных произведений: «Распятие» для францисканского костёла Вознесения Святой Девы Марии в Вильно, 1841; скульптурный декор интерьера и фриза костёла в Раудондварисе, 1855—1856; скульптуры и гипсовая лепнина большого алтаря там же, 1858—1860, также скульптурного декора в костёле Святого Иоанна Крестителя в Биржах.
Творчеству Андриолли присущи черты академического реализма и маньеризма.